# Escutosaure
L'escutosaure (Scutosaurus) és un gènere extint de sauròpsids (rèptils) anàpsids que va viure fa uns de 250 milions d'anys a Rússia, durant el període Permià superior.
El nom del gènere fa referència al fet que estava cobert per una armadura de plaques. Feia uns 3,5 m de longitud i, a diferència d'altres rèptils, tenia les potes sota el cos per suportar el seu gran pes.